# Acacia argyrophylla
Acacia argyrophylla é uma espécie de leguminosa do gênero Acacia, pertencente à família Fabaceae.